# Bernard Ebbers
Pour les articles homonymes, voir Ebbers.
Bernard John Ebbers, dit Bernie Ebbers, né le 27 août 1941 à Edmonton (Alberta) et mort le 2 février 2020 à Brookhaven au Mississippi, est un homme d'affaires canadien naturalisé américain.
Il est le fondateur et l'ancien PDG du groupe WorldCom (2e opérateur mondial des télécommunications).
Il fut condamné pour la faillite de la société à 25 ans de prison aux États-Unis. C'est la plus grande faillite de l'histoire des États-Unis avec 41 milliards de dettes alors qu'il avait déclaré 11 milliards de revenus totalement fictifs en plus d'erreurs comptables.

## Biographie
Né dans la famille d'un vendeur ambulant, Bernard Ebbers est le deuxième de cinq enfants. Il est né à Edmonton en Alberta et sa famille a également vécu en Californie et au Nouveau-Mexique pendant son enfance, avant de retourner à Edmonton. 
Après le lycée, Ebbers fréquente brièvement l'Université de l'Alberta et le Calvin College avant de s'inscrire au Mississippi College. Entre les écoles, il travaille comme laitier et videur. Pendant ses études au Mississippi College, il obtient une bourse en basketball. Une blessure avant sa saison senior l'empêche de jouer sa dernière année. Au lieu de jouer, il est nommé entraîneur de l'équipe universitaire junior. En 1967, il a obtenu un baccalauréat en éducation physique, avec un mineure en enseignement secondaire .

### Carrière
En 1983, Après avoir été gérant de motels, il décide de fonder avec trois amis une société spécialisée dans la revente à bas prix de minutes de communications longue distance, basée au Mississippi et nommée LDDS (WorldCom). Son introduction en Bourse date de 1989.
Il meurt le 2 février 2020 à l'âge de 78 ans.

## Vie privée
Il était chrétien baptiste, membre de la Easthaven Baptist Church in Brookhaven (Mississippi) .
En 1968, Bernard Ebbers épouse Linda Pigott et le couple élève trois filles. Il demande le divorce en juillet 1997 et épouse sa deuxième femme, Kristie Webb, au printemps 1999. Elle demande le divorce le 16 avril 2008, moins de deux ans après son entrée en prison.